# Choi Jin-sil
Choi Jin-sil (ur. 24 grudnia 1968, zm. 2 października 2008) – południowokoreańska aktorka, modelka.
Choi Jin-sil urodziła się w Seulu jako pierwsze dziecko Choi Guk-hyeon i Jeong Ok-sun 24 października 1968 roku. Miała młodszego brata Choi Jin-yeonga, który również był aktorem.
Po ukończeniu studiów Choi Jin-sil debiutowała jako aktorka w głównej roli w telewizji MBC w dramacie historycznym Joseon wangjo obaengnyeon: Hanjungnok (조선왕조 오백년: 한중록).
W dniu 2 października została znaleziona martwa w swoim domu, popełniła samobójstwo przez powieszenie.